# КК Црвена звезда сезона 2001/02.
Сезона 2001/02 КК Црвена звезда обухвата све резултате и остале информације везане за наступ Црвене звезде у сезони 2001/02. и то у Првенству Југославије и Домаћем Купу.

## О сезони
Црвено-бели су иако са скромним тимом, после лошег пласмана у претходном шампионату имали велику подршку Делија те сезоне. Готово у сваком мечу у Пиониру је било присутно по 7000 гледалаца, што се не памти ни у сезонама када је Звезда имала много јаче саставе. Поред американца Мориса узданице тог састава црвено-белих били су Душан Недић, Владимир Тица, Стеван Пековић, Милан Дозет, Срђан Јовановић, Јован Копривица, Милутин Алексић... Савладали су и Партизан, који је тада био апсолутни фаворит, у лигашком делу резултатом 81:73, после одличне игре у другом полувремену, сјајне партије Милутина Алексића и тројке Срђана Јовановића о таблу. Лигашки део првенства завршили су на седмој позицији, а у плеј-офу су заустављени од Партизана у четвртфиналу уз 23 поена Мориса у првом мечу.

## Тим
| бр     | бр     | Позиција      | Име                  | Националност                  | Напомене |
| ------ | ------ | ------------- | -------------------- | ----------------------------- | -------- |
| 4      | 4      | плејмејкер    | Срђан Јовановић      | Савезна Република Југославија |          |
| 5      | 5      | крилни центар | Ајзеа Морис          | Сједињене Америчке Државе     |          |
| 6      | 6      | крило         | Милан Дозет          | Савезна Република Југославија |          |
| 7      | 7      | крило         | Јован Копривица      | Савезна Република Југославија |          |
| 8      | 8      | бек           | Милутин Алексић      | Савезна Република Југославија |          |
| 9      | 9      | крилни центар | Владимир Тица        | Савезна Република Југославија |          |
| 10     | 10     | крилни центар | Зоран Нишавић        | Савезна Република Југославија |          |
| 11     | 11     | бек           | Ђорђе Прстојевић     | Савезна Република Југославија |          |
| 12     | 12     | центар        | Немања Андрејевић    | Савезна Република Југославија |          |
| 13     | 13     | центар        | Игор Ђалетић         | Савезна Република Југославија |          |
| 14     | 14     | центар        | Петар Петровић       | Савезна Република Југославија |          |
| 15     | 15     | крилни центар | Душан Недић          | Савезна Република Југославија |          |
|        |        | крило         | Стеван Пековић       | Савезна Република Југославија |          |
|        |        | крилни центар | Милко Бјелица        | Савезна Република Југославија |          |
|        |        | бек           | Раде Милутиновић     | Савезна Република Југославија |          |
| Тренер | Тренер | Тренер        | Александар Кречковић | Савезна Република Југославија |          |

## Првенство СР Југославије
|     | Тим                 | Игр. | Поб. | Изг. | П+   | П-   | П+/- | Бод |
| --- | ------------------- | ---- | ---- | ---- | ---- | ---- | ---- | --- |
| 1.  | Будућност           | 22   | 18   | 4    | 1895 | 1747 | +148 | 40  |
| 2.  | Партизан            | 22   | 18   | 4    | 1933 | 1682 | +251 | 40  |
| 3.  | ФМП Железник        | 22   | 16   | 6    | 1914 | 1709 | +205 | 38  |
| 4.  | Хемофарм            | 22   | 13   | 9    | 1652 | 1611 | +41  | 35  |
| 5.  | Ловћен              | 22   | 12   | 10   | 1804 | 1788 | +16  | 34  |
| 6.  | НИС Војводина       | 22   | 11   | 11   | 1876 | 1860 | +16  | 33  |
| 7.  | Црвена звезда       | 22   | 10   | 12   | 1783 | 1774 | +9   | 32  |
| 8.  | Здравље             | 22   | 9    | 13   | 1765 | 1741 | +24  | 31  |
| 9.  | Спартак             | 22   | 9    | 13   | 1676 | 1755 | -79  | 31  |
| 10. | Слога               | 22   | 9    | 13   | 1671 | 1801 | -130 | 31  |
| 11. | Приморка            | 22   | 6    | 16   | 1742 | 1935 | -193 | 28  |
| 12. | Раднички Југопетрол | 22   | 1    | 21   | 1588 | 1896 | -308 | 23  |

Легенда:

### Плеј-оф
| 9. 5. 2002. |  | Партизан | 91 : 72 | Црвена звезда | Хала Пионир, Београд |  |

| 12. 5. 2002. |  | Црвена звезда | 71 : 77 | Партизан | Хала Пионир, Београд |  |